# S/S Engebret Soot
S/S Engebret Soot är ett norskt ångfartyg, som byggdes 1862 på Nylands mekaniske verksted i Christiania.
S/S Engebret Soot är ett av världens äldsta propellerdrivna ångfartyg, som fortfarande är i drift. Båten har sin hemmahamn i Ørje i Østfold i Norge och trafikerar sommartid Haldenkanalen.
I juli 1859 samlades aktiemedel in för att inköpa ett ångfartyg för Haldenkanalen. Fartyget döptes efter kanalbyggaren Engebret Soot och sjösattes den 11 oktober 1862. Båten var den första som byggdes på Nylands mekaniske verksted. 
Engbret Soot gick 1862–1877 som varpbåt på Femsjøen för Haldenvassdragets Fløtningsforening. Efter det att från 1877 hela sträckan mellan Tisedal och Skulerud blivit farbar för fartyg, byggdes fartyget om till frakt- och passagerarfartyg och sattes i trafik mellan Tistedal och Skulerud sex dagar i veckan under tio år. Därefter ersattes den av S/S Turisten, och användes åter som varpbåt till 1926, då den lades upp. 
Efter att ha legat upplagd till 1934 köptes hon av Engret Soots barnbarn Gunerius Soot för 1 000 norska kronor och användes som fritidsfartyg. På grund av kriget köpte Haldenvassdragets Fløtningsforening tillbaka båten 1940 och använde henne som varpfartyg fram till 1966. 
Flottningsföreningen gav fartyget till Akergruppen 1969. Hon flyttades till Oslo 1974 och restaurerades till del, men förföll. Lokala entusiaster i Örje försökte vid flera tillfällen komma över fartyget, och lyckades med det 1987.  S/S Engbret Soot förvarades på land och den nybildade Stiftelsen Engebret Soot påbörjade en omfattande renovering 1991, vilket ledde till att hon kunde sjösättas i juni 1995.